# Francisco Maldonado
|  | Per a altres significats, vegeu «Francisco José Maldonado Collante». |

Francisco Maldonado (Salamanca, 1480 - Villalar, 24 d'abril de 1521) fou un capità castellà, dirigent de la Revolta de les Comunitats de Castella.
Era senyor del petit concejo d'El Maderal, en l'actual província de Zamora, del que rebia un tribut en diners, espècies i treball, i gaudia de la facultat de nomenar al justícia i l'escrivà, donant el vistiplau a les ordenances, i proposant al beneficiari de l'església. Alguns autors consideren que aquestes prerrogatives, encara que retallades pel que fa a un estat feudal, tenien àmplies contrapartides en benefici del concejo, ja que els Reis Catòlics van defensar als concejos enfront dels senyors, donant-los opció a defensar els seus drets davant els tribunals, el que seria la causa de la implicació dels Maldonado en la revolta comunera. Uns altres consideren que tal argument ve desmentit pels fets com s'evidencia en l'aliança entre els sectors de la petita noblesa del llinatge dels Maldonado amb la incipient burgesia i les classes populars de la ciutat, en contra de la política imperial de Carles V.
Al principi va ser el seu cosí Pedro Maldonado l'encarregat per la Junta a Salamanca de dirigir les milícies de Salamanca. No obstant això, com que era gendre d'un dels més propers col·laboradors del rei Carles I, el Comte de Benavente, el seu lideratge causava algun recel als estaments populars de la ciutat, pel que va passar a capitanejar-les el seu cosí: Francisco Maldonado. Resolts aquests recels, van compartir el lideratge. Ambdós van ser fets presoners l'abril de 1521 en Villalar. Francisco Maldonado va ser executat en Villalar amb els també famosos Bravo i Padilla. La pena de mort del seu cosí Pedro, no obstant això, no es va executar fins a un any després. El pendó dels comuners de Salamanca, únic vestigi existent de la gesta i recentment restaurat, es conserva a la capella de Talavera, de la catedral vella de Salamanca.

## Antecedents
Carles I va arribar a Castella actuant de manera que va molestar profundament als seus nous súbdits: 
- Coronar-se rei, a la mort de Ferran II d'Aragó en 1516, quan vivia la seva mare, la reina Joana I de Castella,
- Nomenar successor del Cardenal Cisneros, mort en 1517, com a arquebisbe de Toledo a un flamenc de 20 anys, Guillaume de Croy, i reparteix càrrecs entre els seus afins de Gant.
- A la mort de l'emperador Maximilià I d'Habsburgo, convoca Corts per a aconseguir diners (Servei) amb el qual proclamar-se Emperador a Alemanya.

El descontentament s'estén per Castella, i els regidors de Toledo envien missatgers a altres ciutats per a reclamar el vot en contra: al prohibir-los Carles que ho seguissin fent, pren el relleu Salamanca, aconseguint que les Corts, reunides a Santiago de Compostel·la votin en contra de la comanda real. Carles suspèn les Corts, i convoca unes altres a la seva mida a La Corunya, el que encén la metxa dels disturbis, que comencen amb la revolta del Regidor de Segòvia, Juan Bravo.
Carles marxa a Alemanya, deixant com regente Adrià d'Utrecht, que decideix ofegar en sang la rebel·lió, però altres ciutats com Toledo i Madrid la donen suport i ha de retirar-se a Arévalo, mentre els regidors de les ciutats revoltades constituïxen la Santa Junta a Àvila, que després es trasllada a Tordesillas per a aconseguir el suport de la reina Joana, el que no assoleixen perquè efectivament la troben boja. Carles aconsegueix atreure's als components de l'alta noblesa al seu bàndol, però l'incendi de Medina del Campo per part de l'exèrcit real, atreu al poble pla a la causa comunera.

## Salamanca

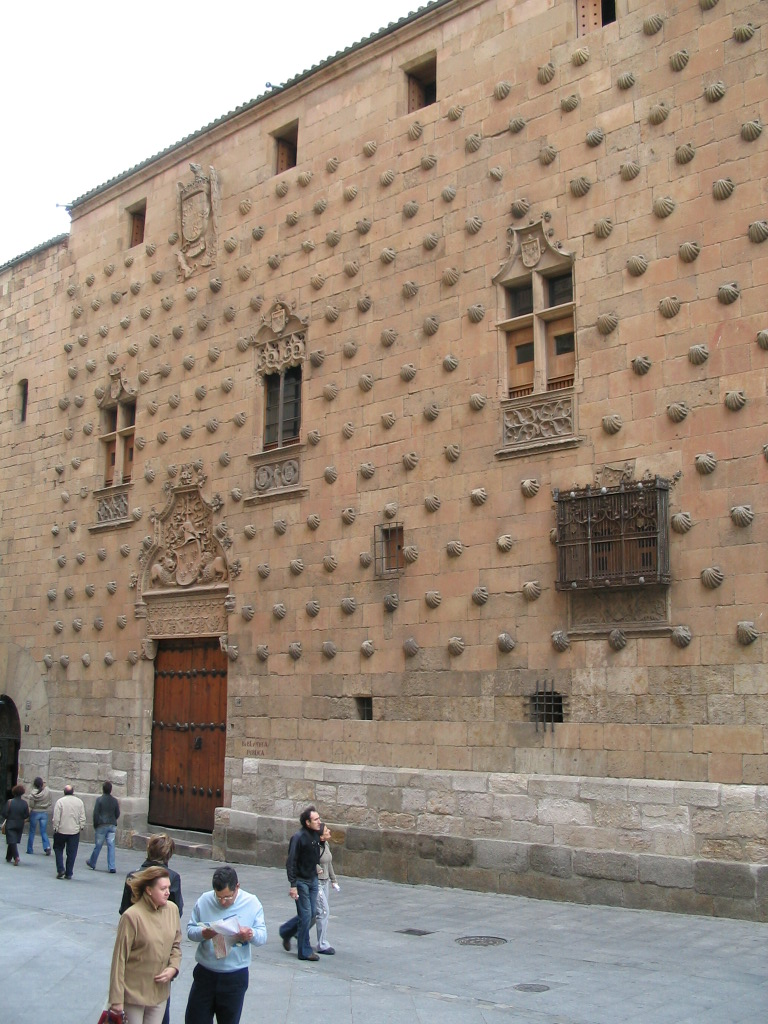
Casa de les Conquilles, casa pairal dels Maldonado

A Salamanca era regidor Pedro Maldonado Pimentel, Senyor de Babilafuente, que va donar la rebel·lió des del principi. No obstant això, a causa del seu parentiu amb un dels més propers col·laboradors del rei Carlos I (era gendre del Comte de Benavente), el seu lideratge causava algun recel pel que les capitanejà el seu cosí Francisco Maldonado. Resolts aquests recels, van compartir el lideratge. Francisco va ser nomenat Capità general de les milícies salmantines i comissionat per la ciutat per a demanar l'ajuda del rei de Portugal a favor de l'alliberament de Joana.
Per la ciutat de Salamanca, integren la Junta:
- Diego de Guzmán, hisendat,
- Fr. Diego de Almaraz, comendador de l'Orde de Sant Joan,
- Francisco Maldonado,
- Pedro Sánchez, cinter,
- Juan de Villoria, pelleter.

## La Guerra
La lluita va prosseguir, i Francisco Maldonado va acudir, al capdavant d'un exèrcit salmantií compost per 200 homes a cavall i 6.000 peons, a ajudar Juan de Padilla i al bisbe Antonio de Acuña a vèncer el 21 de febrer de 1521 a Francés de Beaumont, realista refugiat a Torrelobatón, capturant-lo però respectant la seva vida. Francisco es fa càrrec de les tropes de Juan de Ribera Els reforços que el Condestable de Castella porta a l'exèrcit real, juntament amb errors propis, provoquen la derrota dels comuneros en Villalar el 23 d'abril. La matinada del 24, Juan de Padilla, Juan Bravo i Francisco Maldonado són executats després d'un simulacre de judici. A continuació, s'implanta un règim de delacions contra els comuners, incitant a la denúncia als ciutadans per a així salvar-se ells mateixos. En la denúncia del Llic. Martín de la Vila contra els comuners de Salamanca, es diu textualment:
| « | Els diputats pels llinatges Francisco Maldonado i San Miguel mereixen mil morts per alborotadors i dolents. | » |

El 12 de maig, el seu cadàver és traslladat a Salamanca. El 20 de maig, Pedro Maldonado és tancat en la presó de Simancas. L'1 d'octubre Carles, ja Emperador, dona un perdó general exceptuant 293 nobles, entre els quals es troba Pedro Maldonado, executat a Simancas En 1523 va dictar una Real Cèdula convalidant els processos.